# INNER CHILD
『INNER CHILD』（インナー チャイルド）は、日本の歌手hitomiの20枚目のシングルである。2001年4月18日発売。発売元はavex trax。

## 概要
- 前作から5ヶ月ぶりとなるシングル。
- グンゼ「BODY WILD」CMソング

## 収録曲
1. INNER CHILD (4:54)
作詞：hitomi　作曲：鈴木秋則　編曲：渡辺善太郎
2. Fighting Girl (5:27)
作詞：hitomi　作曲：萩原慎太郎　編曲：渡辺善太郎

## 収録アルバム
- huma-rhythm (#1)
- HTM〜TIARTROP FLES〜 (#2)
- Thanx Grateful to you (#1)
- peace (#1)